# Takumi-kun series 4 - Pure
Takumi-kun series 4 - Pure (タクミくんシリーズ4「Pure 〜ピュア〜」?, Takumi-kun shīrizu 4 - Pure, lett. "Purezza") è un film del 2010 diretto da Takeshi Yokoi.
Si tratta del quarto film live action yaoi tratto dall'omonima serie di light novel di genere shōnen'ai di Shinobu Gotou.

## Trama
L'attenzione viene qui per la prima volta spostata da Takumi e Giichi verso altre due coppie appena formatesi all'interno dell'istituto Shido, in particolare sul rapporto difficile e contrastato tra Arata e Kanemitsu. Arata utilizza il sentimento amoroso di Kanemitsu nei suoi confronti per usarlo a suo piacimento, se lo porta a letto ma non dimostra mai un po' di bontà verso di lui. Ma a Kanemitsu va bene così, è il perfetto uke della situazione.
Questo fino a che non entrerà in scena un anziano senpai, che instaura inconsapevolmente un triangolo di gelosia.

## Personaggi
- Ryoma Baba è Arata: tratta il piccolo Kanemitsu in modo rude e distaccato, da perfetto sfruttatore. Un tipo apparentemente superbo.
- Taiki Naito è Kanemitsu: innamorato del suo senpai Arata. Assiduo e fedele cerca sempre in tutti i modi di compiacer il suo compagno più grande.
- Yukihiro Takiguchi è Shozou
- Ryo Mitsuia è Izumi
- Yusuke Irose è Katakura
- Yutaka Kobayashi è Michio
- Kyōsuke Hamao è Takumi
- Daisuke Watanabe è Giichi